# ویکتور بلینوف
ویکتور بلینوف (انگلیسی: Viktor Blinov; ۱ سپتامبر ۱۹۴۵ – ۹ ژوئیهٔ ۱۹۶۸) بازیکن هاکی روی یخ اهل اتحاد جماهیر شوروی سوسیالیستی بود.